# 青海站 (东京都)
青海站（日语：／ Aomi eki */?）是位於日本東京臨海副都心內的東京都江東區青海一丁目，屬於東京臨海新交通臨海線（百合鷗）的車站。車站編號是U 10。

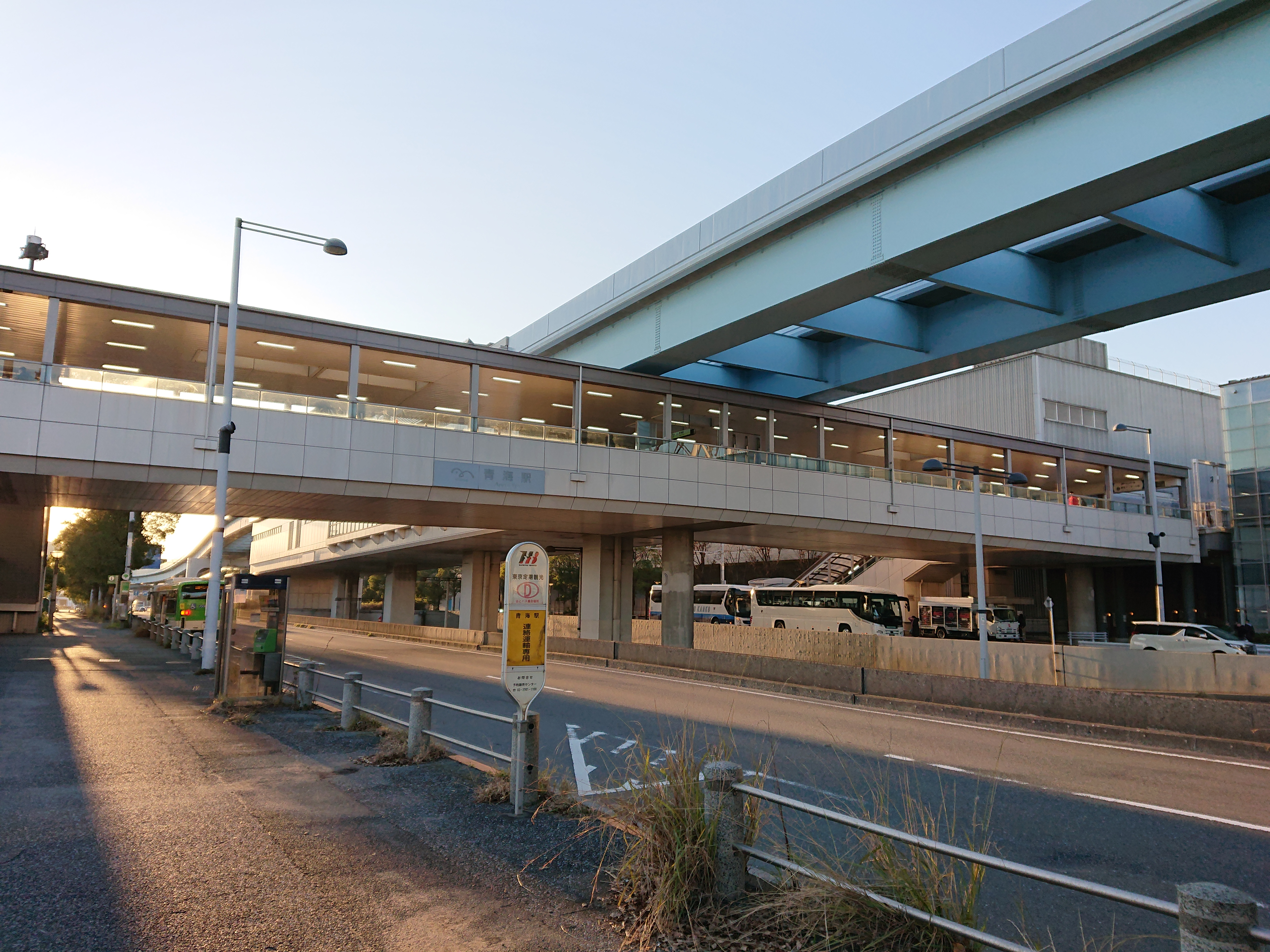
連通橋(2019年1月)

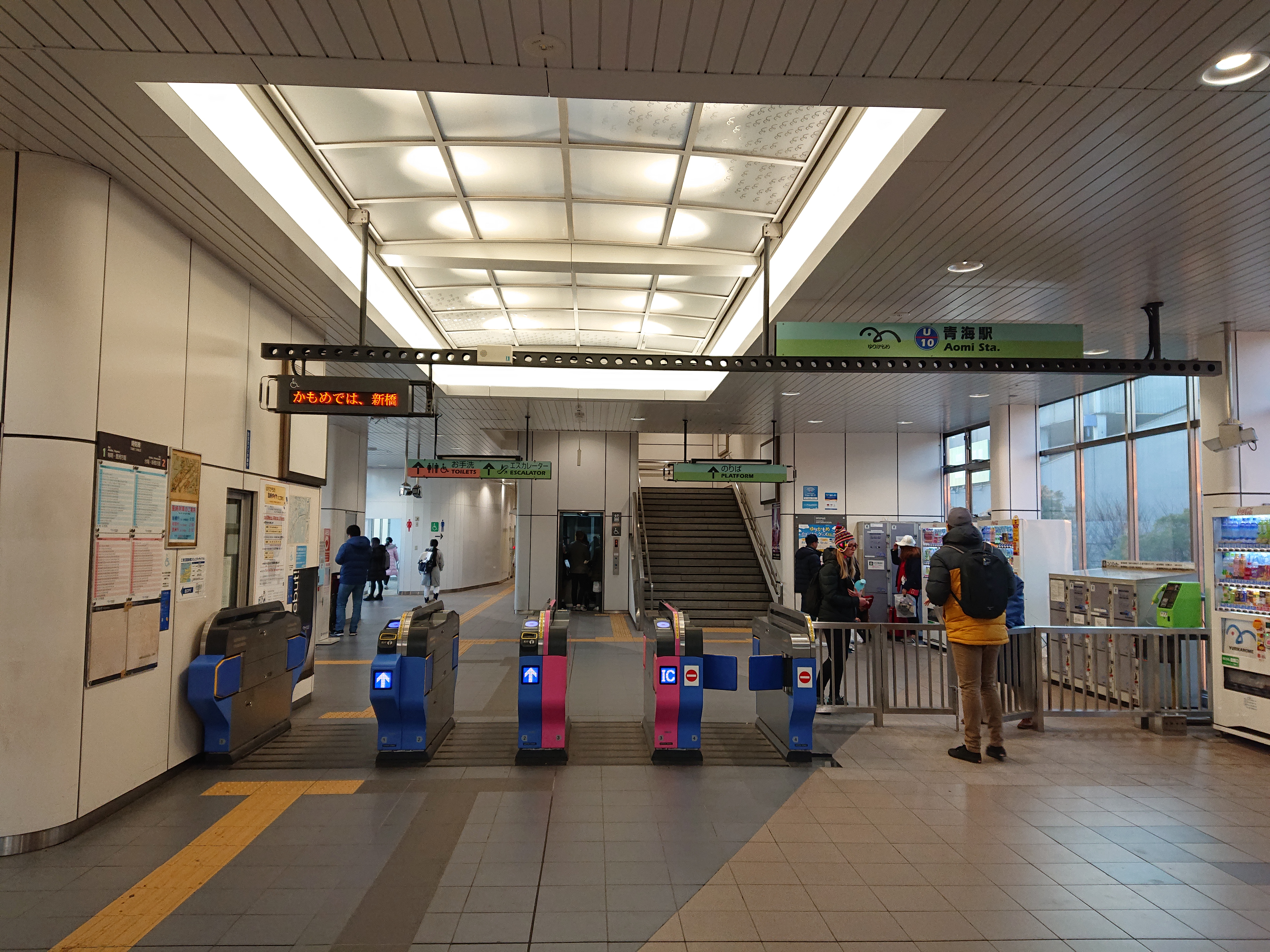
閘口(2019年1月)

## 車站構造
1面2線島式月台的高架車站。
| 月台 | 路線   | 目的地         |
| ---- | ------ | -------------- |
| 1    | 臨海線 | 有明、豐洲方向 |
| 2    | 臨海線 | 台場、新橋方向 |

## 歷史
- 1995年（平成7年）11月1日 - 開業。

## 利用狀況
2015年度的1日平均上車人次為2,981人。開業以來1日平均上車人次推移如下表。
| 年度   | 百合鷗 | 來源   |
| ------ | ------ | ------ |
| 1995年 | 72     | [ 1 ]  |
| 1996年 | 175    | [ 2 ]  |
| 1997年 | 123    | [ 3 ]  |
| 1998年 | 205    | [ 4 ]  |
| 1999年 | 6,325  | [ 6 ]  |
| 2000年 | 5,767  | [ 7 ]  |
| 2001年 | 4,386  | [ 8 ]  |
| 2002年 | 4,010  | [ 9 ]  |
| 2003年 | 3,216  | [ 10 ] |
| 2004年 | 2,918  | [ 11 ] |
| 2005年 | 2,948  | [ 12 ] |
| 2006年 | 3,816  | [ 13 ] |
| 2007年 | 3,831  | [ 14 ] |
| 2008年 | 3,833  | [ 15 ] |
| 2009年 | 3,758  | [ 16 ] |
| 2010年 |        |        |

## 站名問題
由於本站與青梅市的JR東日本青梅線青梅站同處東京都且站名寫法相似，曾有數次前往本站周邊Zepp Tokyo或palette town參加演出的歌手誤到青梅站。對於網上有人建議改名，百合鷗稱「周邊地名就叫青海，所以取了這個名」，不打算僅因站名相似便更名。

## 相鄰車站
百合鷗
 東京臨海新交通臨海線（百合鷗）
遠程通信中心（U 09）－青海（U 10）－東京國際展覽中心（U 11）

## 腳注
1. ↑  .   [2017-05-18]. （原始内容存档于2013-02-03）.
2. ↑  .   [2017-05-18]. （原始内容存档于2013-02-03）.
3. ↑  .   [2017-05-18]. （原始内容存档于2016-03-04）.
4. ↑  東京都統計年鑑（平成10年）PDF
5. ↑  palette town（日语：パレットタウン）開幕
6. ↑  東京都統計年鑑（平成11年）PDF
7. ↑  .   [2017-05-18]. （原始内容存档于2016-03-04）.
8. ↑  .   [2017-05-18]. （原始内容存档于2016-03-04）.
9. ↑  .   [2017-05-18]. （原始内容存档于2017-07-29）.
10. ↑  .   [2017-05-18]. （原始内容存档于2017-07-29）.
11. ↑  .   [2017-05-18]. （原始内容存档于2017-07-29）.
12. ↑  .   [2017-05-18]. （原始内容存档于2017-07-29）.
13. ↑  .   [2017-05-18]. （原始内容存档于2017-07-29）.
14. ↑  .   [2017-05-18]. （原始内容存档于2017-07-29）.
15. ↑  .   [2017-05-18]. （原始内容存档于2017-07-29）.
16. ↑  .   [2017-05-18]. （原始内容存档于2016-03-26）.
17. ↑  青梅と青海だけじゃない。日本全国、間違えやすい駅名はこんなにある！ （页面存档备份，存于）週プレNEWS 2016年10月24日
18. ↑  青海駅と青梅駅を間違える。アイドルの小室あいかさんがライブに遅刻【UPDATE】 （页面存档备份，存于）ハフィントンポスト日本版 2018年11月27日
19. ↑  . idol scheduler.   [2019-08-27]. （原始内容存档于2021-05-21）.
20. ↑  . 東洋経済オンライン. 2018-08-03  [2019-04-26]. （原始内容存档于2021-04-10） （日语）.
21. ↑  日本経済新聞社・日経BP社. . NIKKEI STYLE.   [2019-04-26]. （原始内容存档于2021-04-28） （日语）.

## 外部連結
- 青海站 （页面存档备份，存于） - 百合鷗

Template:東京臨海副都心景點